# 그녀를 잡아요
《그녀를 잡아요》는 2002년 5월 3일에 MBC에서 방영한 베스트극장이다.

## 등장 인물

### 주요 인물
- 박형준 : 혁진(30세) 역 - 가수의 앨범 자켓 사진 전문 사진작가
- 이서연 : 유경(25세) 역 - 동화작가 지망생
- 민경현 : 수명(10세) 역 - 혁진 선배의 아들

### 주변 인물
- 윤용현
- 이정

### 그 외 인물
- 김각종
- 유승봉
- 김승현
- 손소영
- 염재욱
- 이경미
- 이영미
- 최자혜
- 지양명
- 마준오
- 전익령

### 특별출연
- 더 자두